# Хатчисон, Теренс
Теренс Уилмот Хатчисон (англ. Terence Wilmot Hutchison; 1912, Борнмут — 6 октября 2007) — английский экономист, специалист в области истории экономических учений.
Сын Роберта Лэнгтона Дугласа.
Бакалавр Кембриджского университета (1934). Преподавал в Бирмингемском университете и Лондонской школе экономики.

## Основные произведения
- «Значение и базовые постулаты экономической теории» (The Significance and Basic Postulates of Economic Theory, 1938)
- «Обзор экономических доктрин с 1870 по 1929 гг.» (A Review of Economic Doctrines, 1870—1929, 1953)
- «О революциях и прогрессе в экономическом знании» (On Revolutions and Progress in Economic Knowledge, 1978)
- «Политология и философия в экономической науке: марксисты, кейнсианцы и австрийцы» (The Politics and Philosophy of Economics: Marxians, Keynesians and Austrians, 1981)
- «До Адама Смита: возникновение политической экономии» (Before Adam Smith: the emergence of political economy, 1981)